# Brachymeles vulcani
Brachymeles vulcani — вид сцинкоподібних ящірок родини сцинкових (Scincidae). Ендемік Філіппін.

## Поширення і екологія
Brachymeles vulcani є ендеміками острова Каміґуїн-Сур. Вони живуть у вторинних вологих тропічних лісах та у порушених заростях, серед гнилої деревини. Зустрічаються на висоті від 200 до 900 м над рівнем моря.